# Defensive tackle

Posizione dei defensive tackle all'interno dello schieramento dei defensive lineman

Il defensive tackle (DT) è uno dei ruoli che costituiscono la defensive line nelle squadre di football americano.
Generalmente sono i difensori più forti e robusti e tra i loro compiti hanno quello di fermare il running back, bloccare il quarterback (sack) e di coprire in caso di lancio la zona adiacente.
Sul lato esterno ha il defensive end.
Nella difesa 3-4 il defensive tackle è uno solo ed è comunemente chiamato nose tackle, si schiera davanti al center avversario e ha il compito di reagire immediatamente al primo movimento della palla (snap) che dà inizio all'azione di gioco.